# Long Meg and Her Daughters

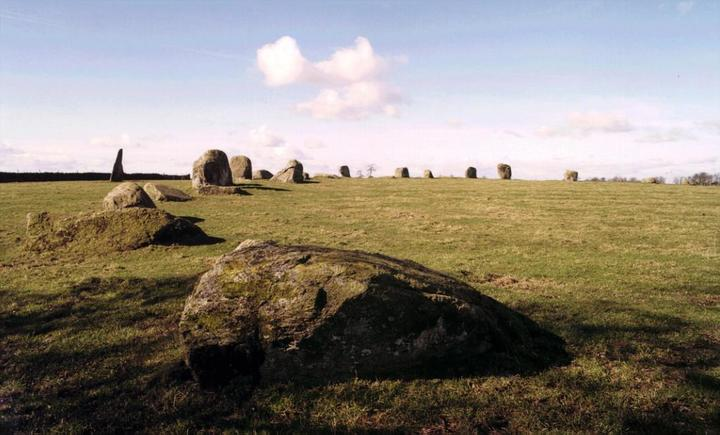
Long Meg y sus hijas: arco sur del círculo y el monolito, visto desde el este.

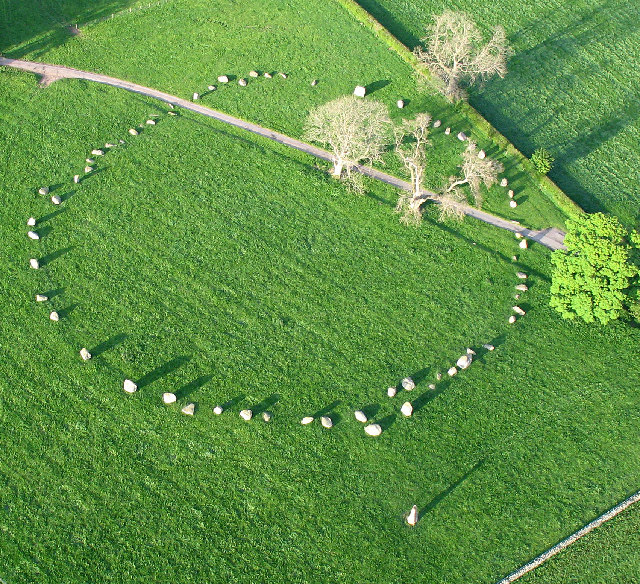
Long Meg y sus hijas, fotografiados el 14 de mayo de 2005 a las 19:37.

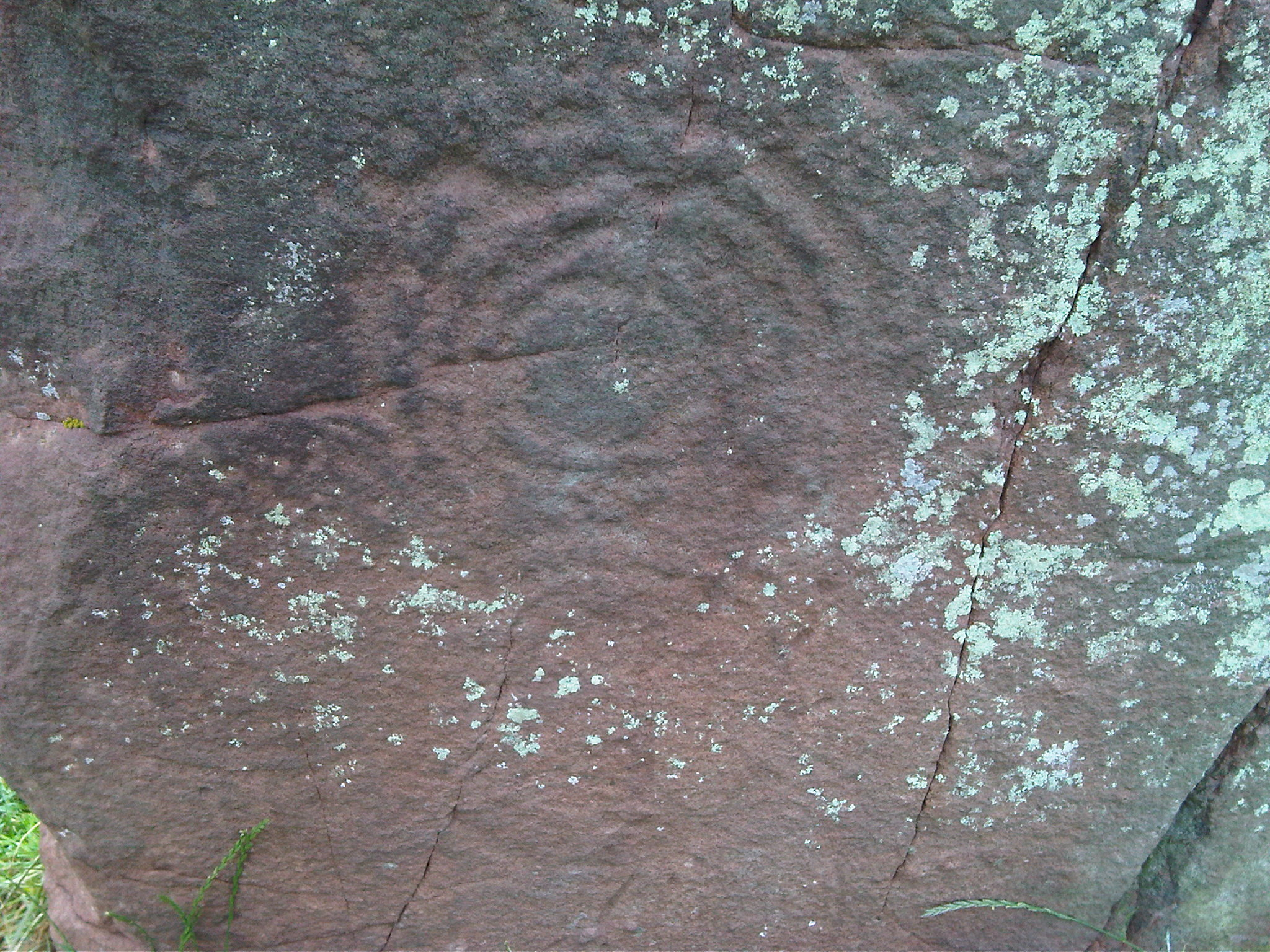
Uno de los tres grabados de la piedra Long Meg, marca de copa y anillos.

Long Meg y sus hijas (en inglés Long Meg and Her Daughters), también conocido como el Círculo de Maughanby (en inglés Maughanby Circle), es un círculo de piedras de la Edad del Bronce cerca de Penrith en el condado inglés de Cumbria. Es el círculo de piedras más grande del norte de Inglaterra.
Se compone fundamentalmente de 51 piedras (de las cuales 27 permanecen en posición vertical), siendo un óvalo de 100 m en su eje longitudinal. Originalmente pudo haber estado compuesto de hasta 70 piedras. Long Meg es en si un monolito de 3,6 m de altura de arenisca roja, 18 m al suroeste de la circunferencia hecha por sus hijas. Long Meg está grabado con arte megalítico, incluyendo una marca de copa y anillos, una espiral y anillos circulares concéntricos.
Aubrey Burl argumenta que Meg es de un período anterior que el círculo de piedra y era, posiblemente, un menhir Neolítico aislado.
La más famosa, de las muchas, leyendas que rodean las piedras es que fueron un aquelarre de la brujas que fueron convertidas en piedra por un mago de Escocia llamado Michael Scot. Se dice que la piedra no se pueden contar, pero que si alguien llegara a ser capaz de contar dos veces y llegara al misma resultado, el hechizo se rompería o traería mala suerte.
Otra leyenda dice que si se camina alrededor del círculo y se cuentan el número de piedras correctamente y a continuación se pone el oído en Long Meg, se escuchará su susurro.
El nombre propio se ha dicho que proviene de una bruja local, Meg de Meldon, que vivió al principio del siglo XVII.
La fotografía aérea ha identificado varios recintos sin fecha en el área y en las inmediaciones el círculo de piedra, más pequeño, Little Meg.